# Atta cephalotes
Espèce
Synonymes
- Formica cephalotes Linnaeus, 1758 (protonyme)

Atta cephalotes est une espèce de fourmis champignonnistes originaire du Néotropique. Ces fourmis ont la particularité de découper des morceaux de végétaux qu'elles peuvent ensuite transporter sur de longues distances, en file indienne, pour les utiliser comme substrat pour la culture d'un champignon symbiotique qu'elles font pousser au sein de leur fourmilière et qui sert d'apport nutritif pour la colonie, et plus particulièrement pour son couvain.

## Polymorphisme
Atta cephalotes compte parmi les espèces de fourmis présentant un des polymorphismes les plus étendus, les plus petites ouvrières ne pesant que 0,4 mg, contre jusqu'à 110 mg pour les plus grosses. Les tâches effectuées par les ouvrières au sein de la colonie sont largement dépendantes de leur taille.

## Spécificité des mandibules
Les mandibules de cette espèce sont particulièrement acérées, capables de découper très facilement le corps de leurs ennemis (fourmis légionnaires par exemple) ou de trancher la peau humaine, « avec moins de 1% de la force requise si elles étaient faites du même matériau que les dents humaines ». On a récemment (2002, 2021) montré que c'est grâce au zinc à la disposition particulière d'atomes de zinc, produite lors de la biominéralisation de la bordure des « dents » de leurs mandibules ; disposition qui leur donne le tranchant d'un scalpel. Dans Scientific Reports, les auteurs de cette découverte estiment que ce type d'arrangement moléculaire peut être un modèle pour des solutions biomimétiques à la fabrication de tranchants moins couteux et plus durablement affûtés.
Ces mandibules finissent toutefois par s'user et les fourmis ayant de telles mandibules (usées) coupent deux fois moins vite que les autres, tout en dépensent deux fois plus d'énergie. Une étude publié en 2011 a montré qu'elles ont alors tendance à porter les feuilles vers le nid, plutôt que les couper.